# 佩苏 (上加龙省)
佩苏（法語：Payssous）是法国上加龙省的一个市镇，属于圣戈当区（Saint-Gaudens）巴尔巴藏县（Barbazan）。该市镇总面积4.08平方公里，2009年时的人口为92人。

## 人口
佩苏人口变化图示